# Луміно (Тічино)
Луміно (італ. Lumino) — громада  в Швейцарії в кантоні Тічино, округ Беллінцона.

## Географія
Громада розташована на відстані близько 150 км на південний схід від Берна, 6 км на північний схід від Беллінцони.
Луміно має площу 10,1 км², з яких на 6,3% дозволяється будівництво (житлове та будівництво доріг), 12,5% використовуються в сільськогосподарських цілях, 75,4% зайнято лісами, 5,8% не є продуктивними (річки, льодовики або гори).

## Демографія
2019 року в громаді мешкало 1571 особа (+19,6% порівняно з 2010 роком), іноземців було 18,4%. Густота населення становила 156 осіб/км².
За віковим діапазоном населення розподілялося таким чином: 20,6% — особи молодші 20 років, 60,3% — особи у віці 20—64 років, 19% — особи у віці 65 років та старші. Було 692 помешкань (у середньому 2,2 особи в помешканні).
Із загальної кількості 298 працюючих 13 було зайнятих в первинному секторі, 169 — в обробній промисловості, 116 — в галузі послуг.